# Saint-Martin-aux-Champs
Saint-Martin-aux-Champs – miejscowość i gmina we Francji, w regionie Grand Est, w departamencie Marna.
Według danych na rok 1990 gminę zamieszkiwały 93 osoby, a gęstość zaludnienia wynosiła 13 osób/km².